# Kastanjebukig smaragd
Kastanjebukig smaragd (Saucerottia castaneiventris) är en fågel i familjen kolibrier.

## Utseende
Kastanjebukig smaragd känns igen på rödorange buk och bjärt roströd stjärt. Hona och ungfåglar är mattare i färgerna än adulta hanen och kan förväxlas med roststjärtad smaragd, men saknar grönt på flankerna.

## Utbredning och systematik
Fågeln förekommer i östra Andernas västsluttning i norra centrala Colombia. Den behandlas som monotypisk, det vill säga att den inte delas in i några underarter.

### Släktestillhörighet
Arten placeras traditionellt i släktet Amazilia, men genetiska studier visar att arterna i släktet inte står varandra närmast. Den har därför flyttats tillsammans med flera andra centralamerikanska arter till släktet Saucerottia. BirdLife International och IUCN har dock valt att istället expandera släktet Amazilia till att även omfatta Saucerottia.

## Levnadssätt
Kastanjebukig smaragd hittas i bergsområden med öppnare skogsslandskap och skogsbryn. Den undviker generellt tät skog.

## Status
Fågeln är sällsynt och utbredningen fragmenterad. Fram till 2019 listades den som starkt hotad av IUCN, men nya uppgifter visar att den är vanligare än man tidigare trott, varför den nedgraderats till hotnivån nära hotad. Världspopulationen uppskattas till mellan 10 000 och 20 000 vuxna individer.